# 이제트 하이로비치
이제트 하이로비치(Izet Hajrović, 1991년 8월 4일 ~)는 축구 선수이다. 현재 아리스 FC와 보스니아 헤르체고비나 축구 국가대표팀에서 활약하고 있으며, 주로 윙어 포지션에서 플레이한다.